# Jaume Cortada
Jaume Cortada (Terrassa, Barcelona, 1645 - Montserrat, Barcelona, 7 de març de 1720). Comença els estudis musicals a l'escolania de Montserrat, i l'any 1661 va prendre els hàbits de monjo al monestir. Fou un destacat organista, i romangué en el càrrec fins a la mort. Es distingí, segons cita Saldoni: "tant per les seves virtuts com pel seu talent musical".